# Saturacja (chemia)
Saturacja (łac. saturatio) – w chemii nasycenie cieczy gazem.
Saturacja może też być rozumiana ogólniej jako pełne nasycenie, bez możliwości dodatkowego dostarczenia substancji do określonego podłoża, dostarczenia większej ilości produktów konsumentom, jedzenia do organizmu człowieka itp.
W medycynie oznacza wysycenie krwi tlenem. Norma wynosi 95-99%.

Przeczytaj ostrzeżenie dotyczące informacji medycznych i pokrewnych zamieszczonych w Wikipedii.